# Neocrangon
Neocrangon is een geslacht van kreeftachtigen uit de klasse van de Malacostraca (hogere kreeftachtigen).

## Soorten
- Neocrangon abyssorum (Rathbun, 1902)
- Neocrangon communis (Rathbun, 1899)
- Neocrangon geniculata (Yokoya, 1933)
- Neocrangon joloensis (de Man, 1929)
- Neocrangon resima (Rathbun, 1902)
- Neocrangon sagamiensis (Balss, 1913)